# Probuda, Tărgoviște
Probuda (în bulgară Пробуда) este un sat în comuna Tărgoviște, regiunea Tărgoviște,  Bulgaria. 

## Demografie
Componența etnică a satului Probuda
     Turci (13,52%)
     Nicio identificare (4,58%)
     Bulgari (34,78%)
     Romi (47,1%)
La recensământul din 2011, populația satului Probuda era de 414 locuitori. Nu există o etnie majoritară, locuitorii fiind romi (47,1%), bulgari (34,78%) și turci (13,52%). Pentru 4,58% din locuitori nu este cunoscută apartenența etnică.